# Kati Kovács
Kati Kovács (nacida como Katalin Anna Sarolta Kovács; Verpelét, Hungría, 25 de octubre de 1944), es una cantante, intérprete, letrista y actriz húngara de pop-rock ganadora del premio Ferenc Liszt y Kossuth.
Es una de las cantantes más famosas de Hungría con decenas de discos grabados, premios y presentaciones en Hungría y en el extranjero, y con reconocimiento internacional y una carrera muy activa hasta el día de hoy.
Kovacs es conocida por su voz de mezzosoprano áspera y muy fuerte que recibió grandes elogios de los críticos musicales húngaros que la han llamado: "La mejor voz femenina de Hungría". Puede cantar ópera, rock, jazz, pop, dance, blues y rock and roll.

## Carrera profesional

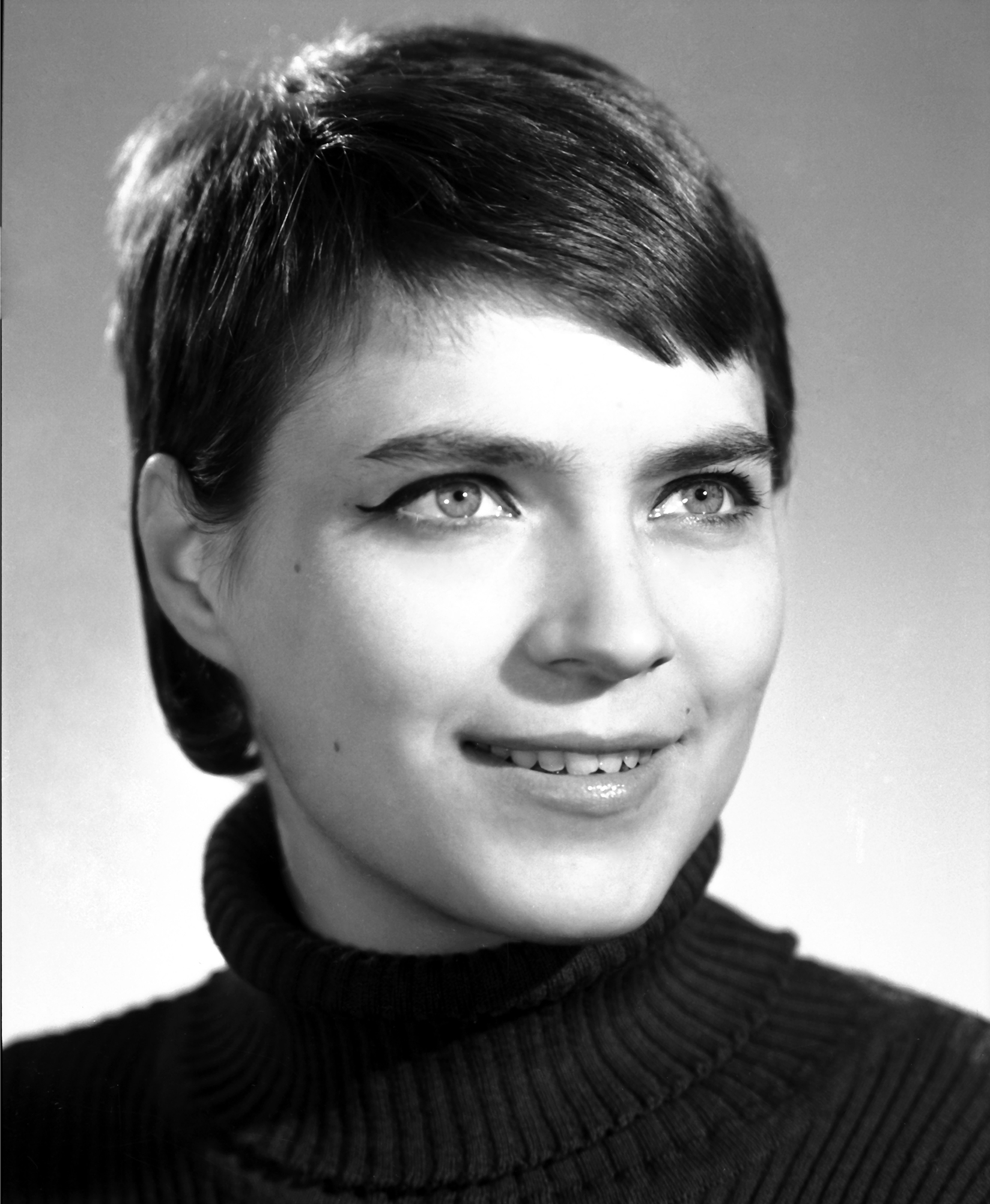
Kati Kovacs – 1960

Apareció por primera vez en el escenario en 1962. Se convirtió en la primera famosa a nivel nacional en 1965 cuando ganó el programa de talentos de televisión seminal en Hungría "Ki mit tud?". Un año más tarde, logró algunos éxitos aún mayores con su interpretación de la canción I Won't Be Your Plaything (Nem leszek a játékszered) que ganó los festivales de canciones de baile de TV en Hungría en 1966.
En 1968 interpretó los papeles principales en algunas películas, por ejemplo The Girl.
El psicodélico y espiritual Lord Send Us Rain (Add már, uram, az esőt!) ganó el Festival de la Canción de Danza de Hungría y el Concurso de la Canción de Alemania en 1972.
Trabajó con la banda de rock húngara Locomotiv GT en tres álbumes (Kovács Kati & Locomotiv GT, Közel a naphoz y Kati) y una compilación (Rock and Roller).

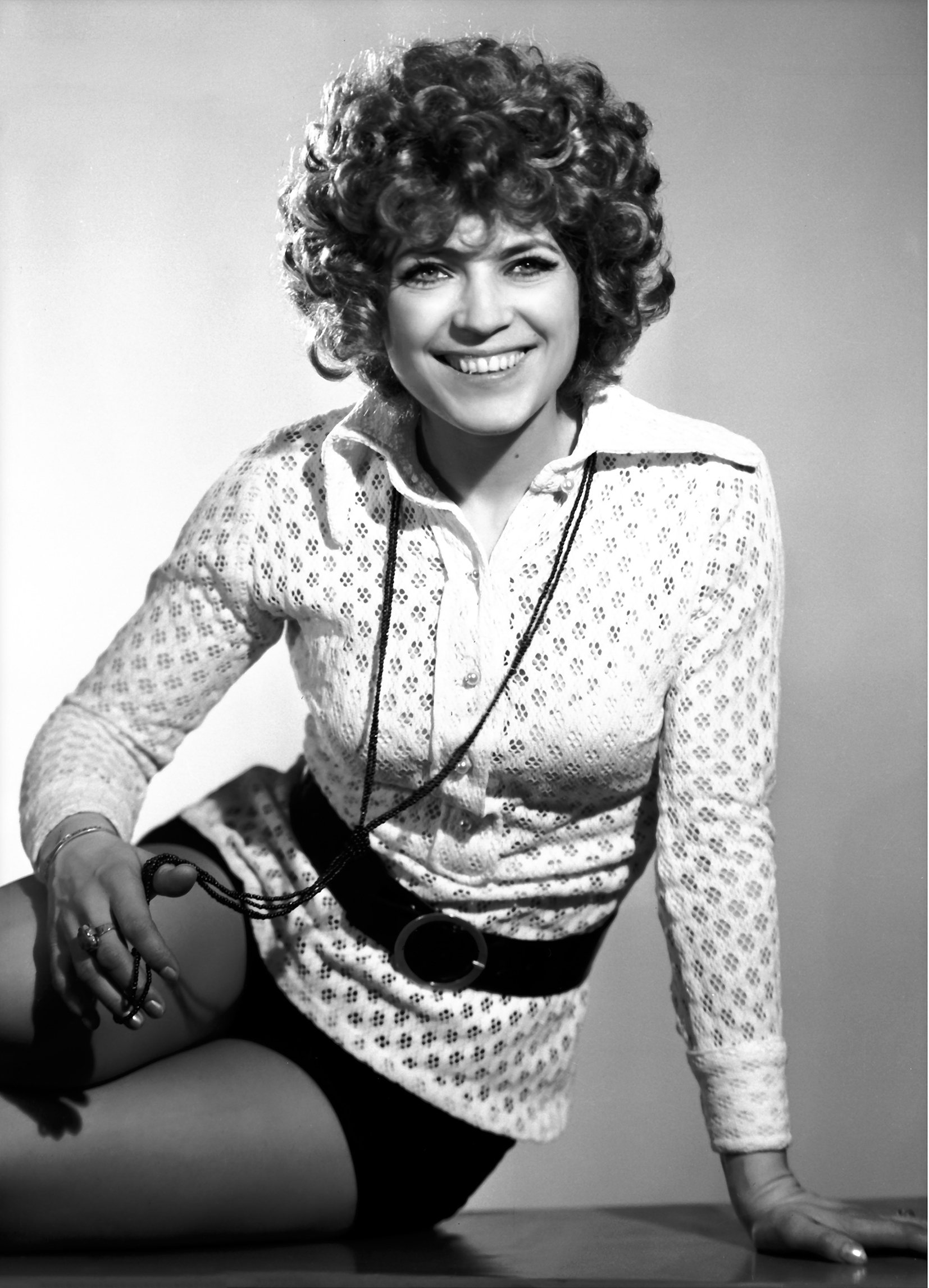
Kati Kovacs – 1970

En 1974 ganó el Castlebar Song Contest en Irlanda con la canción Roses Are Red, Violets Are Blue (Nálad lenni újra jó lenne).
Apareció como cantante en la película húngara de 1977 Ök ketten (Mujeres), que fue dirigida por Márta Mészáros.
Desde 1979 cantó las versiones de varias canciones disco y exitosas en Hungría interpretadas originalmente por Donna Summer, Barbra Streisand, Laura Branigan, Madonna, Tanita Tikaram, Sam Brown, Anastacia, etc.
Además de cantar, Kati Kovács también escribe letras. Una de sus obras más conocidas, que también interpretó, es la letra de la composición 1492 de Vangelis : La conquista del paraíso.
Desde el 23 de octubre de 2009 trabaja con la banda de soul-beat psicodélico The Qualitons. Tuvieron un concierto muy exitoso en Budapest con las raras canciones beat y funk del cantante. Se dice que es el gran regreso de Kati. En 2010 estaban de gira por todo el país. Estaban planeando un nuevo álbum juntos, pero su conexión se perdió.
El sencillo "Woohoo" de Christina Aguilera de 2010 contiene una muestra de la canción Add már, uram, az esőt!.

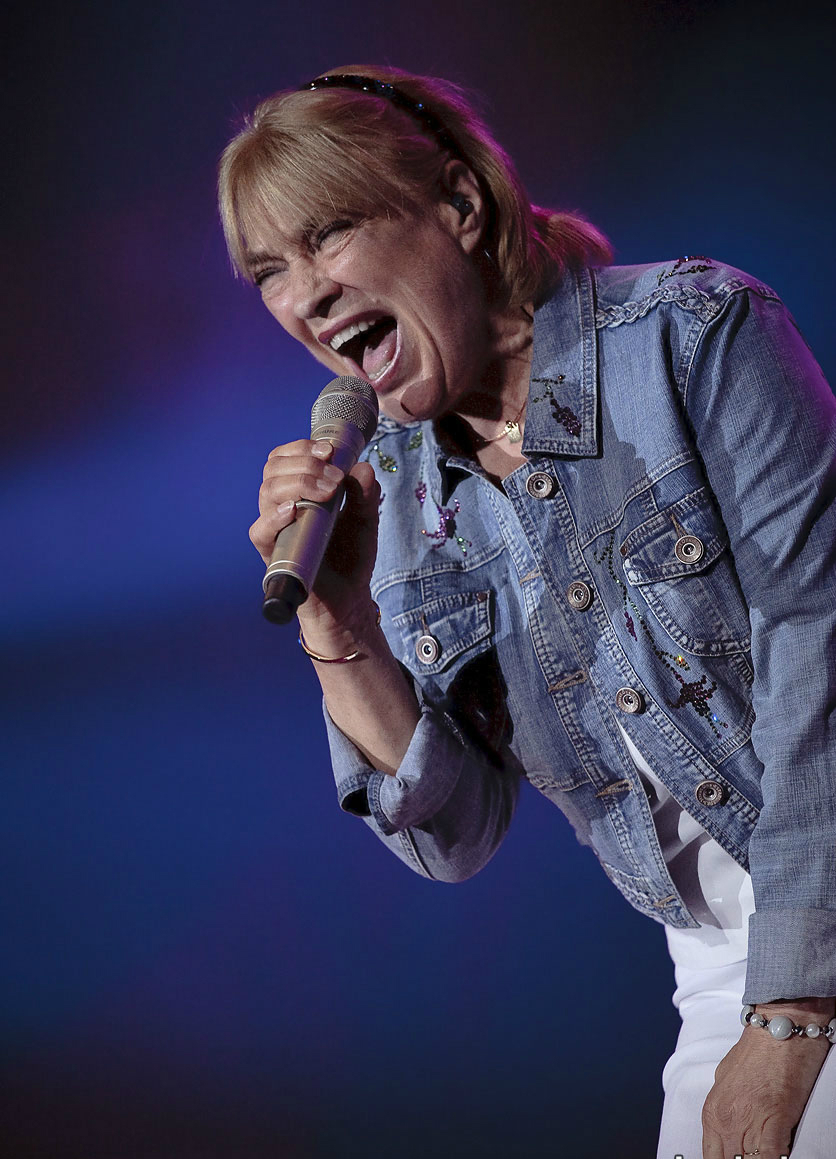
Festival de Sziget (2012)

## Premios
- 1974, Premio a la Estrella del Año de la Semana de la Música en Inglaterra.
- 1986, Premio Liszt.
- 1994, Orden al Mérito de la República de Hungría Cruz de Caballero.
- 2011, Orden al Mérito de la República de Hungría Cruz de Oficial.
- 2011, Ciudadano de honor de Budapest
- 2014, Premio Kossuth

## Álbumes
| Año  | Título en húngaro                                           | Título en inglés                       | Label            | Catálogo        | Formato    | Tipo          | País     | Reissue                                 |
| ---- | ----------------------------------------------------------- | -------------------------------------- | ---------------- | --------------- | ---------- | ------------- | -------- | --------------------------------------- |
| 1970 | Suttogva és kiabálva                                        | Whispering and Shouting                | Qualiton         | SLPX 17411      | LP         | Estudio       | Hungría  | 2018 CD                                 |
| 1972 | Autogram helyett                                            | Instead of Autograph                   | Pepita           | SLPX 17445      | LP         | Estudio       | Hungría  | 2018 CD                                 |
| 1974 | Kovács Kati & Locomotiv GT                                  | Kovács Kati & Locomotiv GT             | Pepita           | SLPX 17472      | LP         | Estudio       | Hungría  | 1983 Krém LP, MC 1994 Hungaroton CD, MC |
| 1974 | Kati Kovács                                                 | Kati Kovács                            | Amiga            | 8 55 359        | LP         | Estudio       | RDA      |                                         |
| 1975 | Intarzia                                                    | Inlay                                  | Pepita           | SLPX 17495      | LP         | Estudio       | Hungría  |                                         |
| 1976 | Közel a naphoz                                              | Close to the Sun                       | Pepita           | SLPX 17496      | LP         | Estudio       | Hungría  | 1995 Hungaroton CD, MC                  |
| 1976 | Kati                                                        | Kati                                   | Amiga            | 8 55 452        | LP         | Estudio       | RDA      |                                         |
| 1976 | Rock and Roller                                             | Rock and Roller                        | Pepita           | MK 7008         | MC         | Recopilatorio | Hungría  |                                         |
| 1977 | Csendszóró                                                  | Silentophone                           | Pepita           | SLPX 17526      | LP, MC     | Estudio       | Hungría  |                                         |
| 1978 | Kovács Kati / Szörényi Levente / Adamis Anna: Életem lemeze | The Record of My Life                  | Pepita           | SLPX 17553      | LP, MC     | Estudio       | Hungría  | 1994 Hungaroton CD, MC                  |
| 1979 | Szívemben zengő dal                                         | A Song Resounding in My Heart          | Pepita           | SLPX 17581      | LP, MC     | Estudio       | Hungría  |                                         |
| 1980 | Kovács Kati Tíz                                             | Kati Kovács Ten                        | Pepita           | SLPX 17630      | LP, MC     | Estudio       | Hungría  |                                         |
| 1983 | Érj utol                                                    | Catch Me                               | Favorite         | SLPM 17824      | LP, MC     | Estudio       | Hungría  |                                         |
| 1985 | Szerelmes levél indigóval                                   | Love Letter written by Indigo          | Favorite         | SLPM 17893      | LP, MC     | Estudio       | Hungría  |                                         |
| 1985 | Álmodik az állatkert                                        | Dreaming of the zoo                    | Hungaroton       | SLPM 14033      | LP         | Estudio       | Hungría  |                                         |
| 1986 | Kívánságműsor                                               | Request Programme                      | Favorite         | SLPM 37030      | LP, MC     | Recopilatorio | Hungría  |                                         |
| 1989 | Kell néha egy kis csavargás                                 | Must sometimes a little truancy        | Hungaroton       | SLPM 17715      | LP, MC     | Estudio       | Hungría  |                                         |
| 1990 | Szólj rám, ha hangosan énekelek                             | Tell Me if I am Singing Too Loud       | Profil           | HCD 37348       | CD         | Recopilatorio | Hungría  | 1999 CD, MC                             |
| 1992 | A Kovács Kati                                               | The Kati Kovács                        | Hungaroton       | SLPM 37578      | LP, CD, MC | Recopilatorio | Hungría  |                                         |
| 1992 | Forgószél                                                   | Whirlwind                              | Craft Records    | CR 003          | CD, MC     | Estudio       | Hungría  |                                         |
| 1992 | Megtalálsz engem                                            | Find me                                | Hangszó Records  | MK 002          | MC         | Recopilatorio | Hungría  |                                         |
| 1996 | Love Game / Vangelis 1492                                   | Love Game / Vangelis 1492              | Ka-Ti Bt.        | KKCD 001        | CD, MC     | Estudio       | Hungría  |                                         |
| 1997 | Különös utakon                                              | Particularly Roads                     | Eurovoice        | KKCD 002        | CD         | Estudio       | Hungría  |                                         |
| 1999 | A magyar tánczene csillagai 2.                              | The Stars of the Hungarian Dance Music | Reader's Digest  | RM-CD9905-02    | CD, MC     | Recopilatorio | Hungría  |                                         |
| 1999 | Édesanyámnak szeretettel                                    | To My Mother with Love                 | Eurovoice        | KKCD 003        | CD, MC     | Estudio       | Hungría  |                                         |
| 2000 | Kincses sziget                                              | Treasure Island                        | Eurovoice        | KKCD 004        | CD, MC     | Estudio       | Hungría  |                                         |
| 2002 | Gyere, szeress!                                             | Come and Love Me                       | Eurovoice        | KKCD 005        | CD, MC     | Estudio       | Hungría  |                                         |
| 2007 | Die großen Erfolge                                          | Greatest Hits                          | Sony BMG / Amiga | 88697073362     | CD, MC     | Recopilatorio | Alemania |                                         |
| 2011 | Találkozás egy régi szerelemmel                             | Greatest Hits 1965–1991                | Reader's Digest  | 20229111        | 4 CD       | Recopilatorio | Hungría  |                                         |
| 2014 | Nem leszek a játékszered                                    | Greatest Hits                          | Hungaroton       | HCD71291        | CD         | Recopilatorio | Hungría  |                                         |
| 2015 | Napfényes álom                                              | Greatest Hits                          | Reader's Digest  | GB-CD150119-1-3 | 3CD        | Recopilatorio | Hungría  |                                         |